# SOMEDAY (HEADSの曲)
「SOMEDAY」は2002年7月24日に発売されたHEADSのシングル。

## 概要
佐野元春が1982年に発表した同名のヒット曲を、ヒップホップ風にアレンジしてカヴァーしたもの。
グループ自体はその後も存続したが、その後一枚もシングルを発売しなかったため本作がラストシングルとなった。

## 収録曲
1. SOMEDAY
2. 八月の鯨
3. SOMEDAY(INSTRUMENTAL)